# زنويمو
زنويمو (بالتشيكية: Znojmo)‏ هي بلدة في إقليم جنوب مورافيا في جمهورية التشيك، وهي مركز مقاطعة زنويمو.
يبلغ عدد سكان هذه البلدة 33.761 حسب إحصاء في سنة 2015.

## توأمة
لزنويمو اتفاقيات توأمة مع كل من:
- Strzegom [الإنجليزية]‏
- Povo [الإنجليزية]‏
- بونتاسيفي
- هاردرفايك
- نوفي زامكي
- Retz [الإنجليزية]‏
- Ružinov [الإنجليزية]‏
- تورجاو
- ترينتو

## أعلام
- روزنتسفايج شفاناو
- ماكس دفوراك
- هربرت فيليكس
- سيغيسموند
- ألكسندر إيليك

## اقرأ أيضاً
- مقاطعة زنويمو